# Johan Remen Evensen
Johan Remen Evensen (Stokmarknes, 16 september 1985) is een Noors voormalig schansspringer en voormalig wereldrecordhouder in het skivliegen met een afstand van 246,5 meter. Hij vertegenwoordigde zijn vaderland op de Olympische Winterspelen 2010 in Vancouver. Hij stopte in 2012 omdat hij zijn lichaamsgewicht niet op peil kon houden.

## Carrière
Evensen debuteerde in december 2008 in Trondheim in de wereldbeker met een tiende plaats, een week later stond hij in Pragelato voor het eerst op het podium. Op de wereldkampioenschappen schansspringen 2009 in Liberec eindigde de Noor als zevenentwintigste op de normale schans en als dertigste op de grote schans, in de landenwedstrijd veroverde hij samen met Anders Bardal, Tom Hilde en Anders Jacobsen de zilveren medaille. Tijdens de Olympische Winterspelen van 2010 in Vancouver eindigde Evensen als vijftiende op de grote schans, samen met Anders Bardal, Tom Hilde en Anders Jacobsen legde hij beslag op de bronzen medaille in de landenwedstrijd. In Planica nam de Noor deel aan de wereldkampioenschappen skivliegen 2010, op dit toernooi eindigde hij op de achttiende plaats. In de landenwedstrijd sleepte hij samen met Anders Jacobsen, Anders Bardal en Bjørn Einar Romøren de zilveren medaille in de wacht.
Op 11 februari 2011 vloog hij op de Vikersundbakken in Vikersund naar een afstand van 246,5 meter, toen de verste vlucht ooit, inmiddels is deze weer verbeterd. Hij overtrof landgenoot Bjørn Einar Romøren met liefst 7,5 meter.

## Resultaten

### Olympische Spelen
| Jaar | Plaats    | Resultaten                                    |
| ---- | --------- | --------------------------------------------- |
| 2010 | Vancouver | 15e HS140 individueel · HS140 landenwedstrijd |

### Wereldkampioenschappen
| Jaar | Plaats  | Resultaten                                                             |
| ---- | ------- | ---------------------------------------------------------------------- |
| 2009 | Liberec | 27e HS100 individiueel · 30e HS134 individueel · HS134 landenwedstrijd |

### Wereldkampioenschappen skivliegen
| Jaar | Plaats  | Resultaten                                    |
| ---- | ------- | --------------------------------------------- |
| 2010 | Planica | 18e HS215 individueel · HS215 landenwedstrijd |

### Wereldbeker

#### Eindklasseringen
| Seizoen   | Algm | SF  |
| --------- | ---- | --- |
| 2008/2009 | 20e  | 11e |
| 2009/2010 | 18e  | 7e  |